# Хобен, Джон
Джон Грей Хобен (англ. John Grey Hoben; май 1884, Гринпойнт, Нью-Йорк — 5 июля 1915, Лонг-Айленд, Нью-Йорк) — американский гребец, серебряный призёр летних Олимпийских игр 1904.
На Играх 1904 в Сент-Луисе Хобен участвовал только в соревнованиях парных двоек вместе со своим соотечественником Джеймсом Мак-Лохлином. В нём он занял третье место и получил бронзовую медаль.